# Deposizione (Giulio Carpioni)
Deposizione  è un dipinto olio su tela di Giulio Carpioni conservato come pala del primo altare a destra della chiesa di Santo Spirito di Bergamo e realizzata circa nel 1631.

## Storia
Giulio Carpioni, veneziano di nascita, era sicuramente presente a Bergamo nel 1631, con il Padovanino di cui era allievo, per cercare di approfondire l'arte non solo veneziana del Tiziano, ma nuove forse di pittura, con un'apertura al "gusto della realtà" lombardo-veneta. e pur essendo maggiormente famoso per le sue opere mitologiche, di cui alcune conservate presso la pinacoteca dell'Accademia Carrara, eseguì probabilmente il dipinto su commissione dei canonici della chiesa, nella persona del canonico Alessandro di Casato.
Il dipinto è stato oggetto di restauro da parte della Fondazione Credito Bergamasco che ha ridato alla tela, i colori originari, e a riportare all'attenzione particolari che non era più visibili. In particolare l'immagine di santa Maria Maddalena presentava una ripittura eseguita in tempi successivi alla realizzazione dell'opera, eseguita per coprire le parti scoperte del decolté. Il telero è composto da tre teli uniti verticalmente con una cucitura posto su un telaio che è stato rinforzato durante i restauri.

## Descrizione
Il dipinto raffigura la parte terminale della passione di Cristo, rappresenta il primo istante in cui il corpo esangue viene calato dalla croce a posto su di un bianco sudario di lino, ancora visibile alle sue spalle il soggetto che rimuove la scala appena stata utilizzata. L'istante in cui viene accolto dalla Madonna, dalle pie donne e da san Giovanni. Tutto si placa, il cielo pare inizi a schiarire dopo la grande tempesta, la scena si raccoglie intorno ai pochi personaggi rimasti.
Cristo è raffigurato nella parte centrale inferiore del dipinto, il colore cereo del rigor mortis ormai raggiunto, contrasta con il bianco acceso del sudario di lino. Il lato sinistro del busto si appoggia è sorretto dalla Madre che è posta alle sue spalle, e il braccio le avvolge le gambe. La Madonna ha il volto rivolto al cielo e ha le braccia spalancate come a chiedere risposte a Dio padre, ma non con disperazione, con compostezza, quasi con stupore e incredulità di quanto è accaduto, ma anche a chiedere aiuto. Ai piedi del morto la Maddalena, quasi sdraiata sul corpo, con le mani al petto, in triste contemplazione. Intorno le donne piangenti solo san Giovanni posto sul lato destro del dipinto è in piedi e guarda verso il cielo che si sta rischiarando, dove tre angeli portano in cielo gli strumenti del martirio, i chiodi, la corona di spine e il lenzuolo dove è impresso il volto.
Tra i presenti vi è raffigurato anche il committente Alessandro di Casato, canonico lateranense. Questo è stato raffigurato con indosso gli abiti dell'ordine, con la cotta che arriva al ginocchio e il berretto nero che nella raffigurazione stranamente non copre le orecchie come era indicato nell'ordine.